# Cis festivulus
Cis festivulus es una especie de coleóptero de la familia Ciidae.

## Distribución geográfica
Habita en Maryland, Virginia (Estados Unidos).